# Кишоргандж-Садар
Кишоргандж-Садар (бенг. কিশোরগঞ্জ সদর, англ. Kishoreganj Sadar) — подокруг на северо-востоке Бангладеш в составе округа Кишоргандж. Образован в 1860 году. Административный центр — город Кишоргандж. Площадь подокруга — 193,73 км². По данным переписи 1991 года численность населения подокруга составляла 300 337 человек. Плотность населения равнялась 1550 чел. на 1 км². Уровень грамотности населения составлял 28,30 %. Религиозный состав: мусульмане — 80 %, индуисты — 18 %, христиане — 0,5 %, прочие — 1,5 %.